# ومیتوکسین
ومیتوکسین (به انگلیسی: Vomitoxin) یک ترکیب شیمیایی با شناسه پاب‌کم ۴۰۰۲۴ است.
ومیتوکسین یا Deoxynivalenol  یک تری کلوسن نوع B است. در غلات مانند گندم ، جو ، جو دوسر ، چاودار و ذرت ، برنج ، سورگوم وجود دارد. Deoxynivalenol (DON) توسط سویه های بسیاری از Fusarium و برخی دیگر از قارچ ها تولید می شود. مسمومیت با دی اکسینی ووالنول (DON) هم در انسان و هم در حیوانات مزرعه رخ می دهد. Deoxynivalenol  بسیار سمی است ، طیف وسیعی از اختلالات ایمنی را ایجاد می کند و به ویژه برای ایجاد امتناع خوراک و استفراغ در خوک مورد توجه قرار می گیرد ، از این رو نام جایگزین vomitoxin Deoxynivalenol (DON) معمولاً با سایر سموم فوزاریوم، مانند Zearalenone ،  نیوالنول و مشتقات آن و همچنین گروه فومونیزین هامشترک است.

## نگارخانه

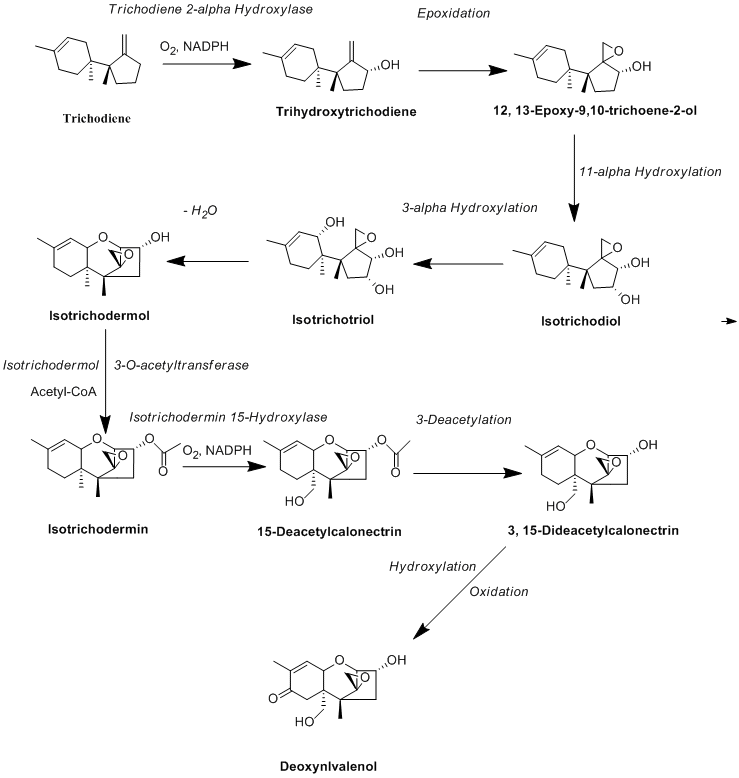